# Padiglione Torlonia
Il Padiglione Torlonia è una struttura in legno situata all'interno della villa Torlonia di Avezzano, in Abruzzo, nota anche con il nome di Chalet dei Torlonia o Casino di caccia. Al suo interno è collocato il museo di arte contadina e pastorale di Avezzano.

## Storia
(Alessandro Torlonia)

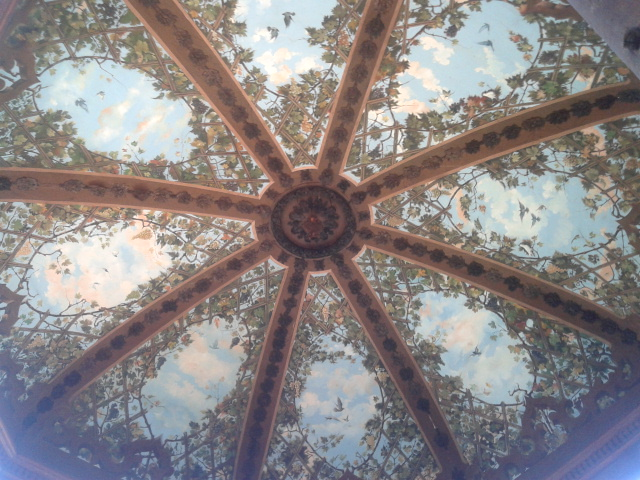
La volta decorata

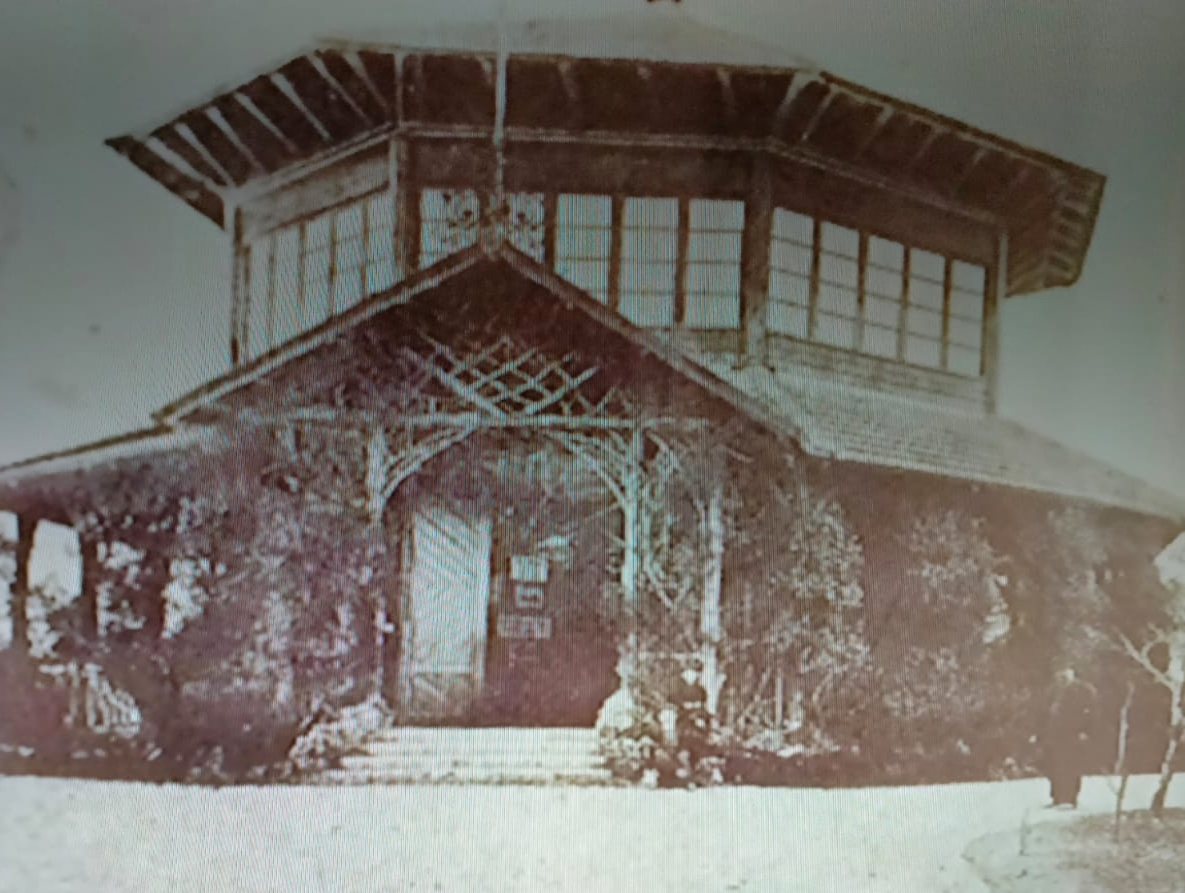
Foto d'epoca del padiglione

Il padiglione Torlonia, impropriamente detto "casino di caccia" o "chalet", è una struttura in legno pregiato di pino marittimo, castagno e larice, a pianta ottagonale, con tetti spioventi che coprono vestigia assai ben conservate. Il portico, impreziosito da intrecci di rami, è incorniciato da selci. L'area centrale è alta circa 13 metri ed è circondata da vetrate che le conferiscono luminosità. Realizzato in stile liberty dai falegnami romani della ditta Frosini e Boccaccini nel 1891, il padiglione fu acquistato da Alessandro Torlonia per abbellire la villa avezzanese. All'interno egli decise di esporre i numerosi reperti archeologici emersi durante il prosciugamento del lago Fucino, per questo motivo la struttura rappresenta uno dei primi musei archeologici del territorio abruzzese. All'interno furono conservate anche le armi, come spade, pugnali e i fucili di casa Torlonia che ne determinarono l'accezione di "casino di caccia". 
L'amministrazione Torlonia affidò la conservazione dei beni ad Antonio Pietrantoni. Oltre ai reperti e alle armi c'erano sulle finestre delle tende in lino realizzate da ornatori romani, trafugate molto probabilmente sul finire della seconda guerra mondiale dai nazisti in ritirata.
Il progetto dell'opera fu presentato all'esposizione universale Weltausstellung di Vienna nel 1873 insieme a quello relativo al prosciugamento del Fucino, oramai in fase avanzata, e ai primi prodotti agricoli della Marsica. La struttura costruita a Roma fu trasportata a Palermo dove venne presentata nel 1891 all'esposizione nazionale italiana, ideata ed organizzata da Ernesto Basile. Rappresentò il primo padiglione alimentare dell'Abruzzo dove vennero presentati i prodotti agroalimentari fucensi, soprattutto i cereali e il grano. Il padiglione tornato ad Avezzano sul finire del 1892 venne dotato del porticato con l'obiettivo di tutelarlo dalle intemperie e dal vento. Non ci sono certezze sul fatto che l'opera, qualche anno dopo, sia stata presentata all'esposizione universale di Parigi del 1900. Avrebbe resistito all'urto violentissimo del sisma del 1915 anche grazie alla sua pianta ottagonale, rappresentando una delle poche strutture di Avezzano rimaste in piedi intatta dopo il terremoto.
Il padiglione fu restaurato negli anni ottanta dall'artista marsicano Pasquale Di Fabio che realizzò le pitture della volta insieme ad una più ampia ristrutturazione di tutti i componenti lignei. Altri restauri sono stati eseguiti negli anni novanta. Nel 2016 è stato effettuato un nuovo restauro promosso dall'associazione nazionale costruttori edili della provincia dell'Aquila sotto la supervisione della Soprintendenza belle arti e paesaggio dell'Abruzzo.